# Braunsapis simplicipes
Braunsapis simplicipes là một loài Hymenoptera trong họ Apidae. Loài này được Michener mô tả khoa học năm 1971.
Loài này phân bố ở Zimbabwe.